# Jozef Fehrenbach
Frans Jozef (Jozef) Fehrenbach (Geel, 15 augustus 1880 - aldaar, 15 januari 1950) was een Belgisch onderwijzer, ambtenaar en politicus voor het Katholiek Verbond van België en later de CVP.

## Levensloop
Fehrenbach was van beroep onderwijzer en vervolgens gemeenteontvanger.
In 1932 werd hij gemeenteraadslid van Geel voor de Katholieke Vlaamse Volkspartij (KVV) en van 1936 tot 1944 was hij er schepen. Tijdens de oorlog trad hij niet actief op, want de oorlogsburgemeester Karel Pelgroms gaf geen verantwoordelijkheid aan de schepenen en lichtte ze hoogstens af en toe in. In september 1944 (na de bevrijding) werd Fehrenbach tot burgemeester benoemd en bleef dit tot aan zijn dood. Tevens was hij van 1939 tot 1946 provinciaal senator voor de provincie Antwerpen. Ook was hij voorzitter van de Commissie voor Openbare Onderstand en erevoorzitter van de Katholieke Harmonie Sint-Cecilia in Geel.
Ferenbach ontving het ereteken van ridder in de Leopoldorde). Na zijn dood werd er een straat in het centrum van Geel naar hem vernoemd, de Fehrenbachstraat. 